# Lännersta

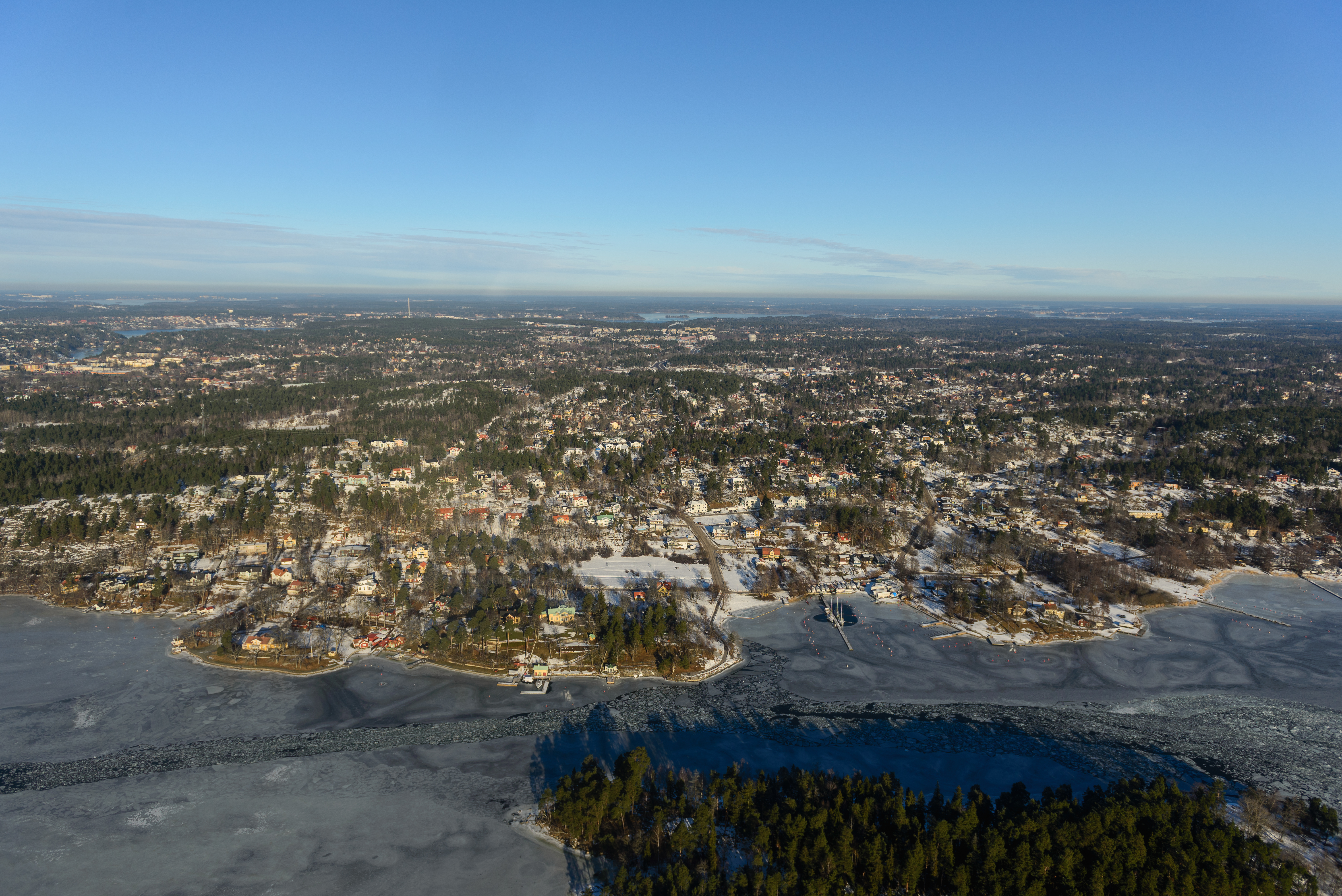
Lännersta i februari 2013.

Lännersta är ett bostadsområde beläget inom sydvästra delen av kommundelen Boo i Nacka kommun. Området sträcker sig från Värmdöleden i norr till Lännerstasundet i söder och har sitt namn efter Lännersta gård som  är skriftligt dokumenterad redan på 1430-talet.

## Historik

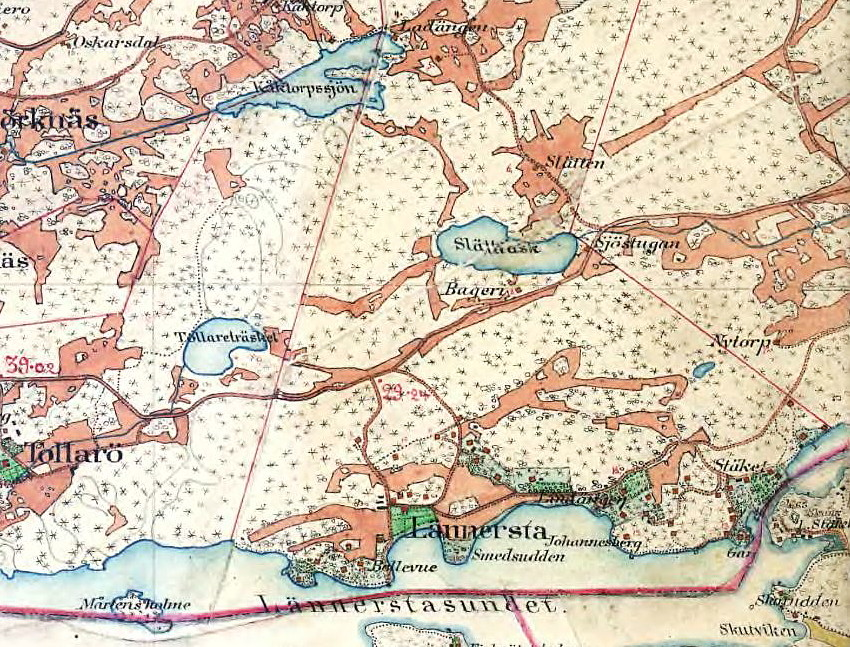
Lännersta omkring 1901.

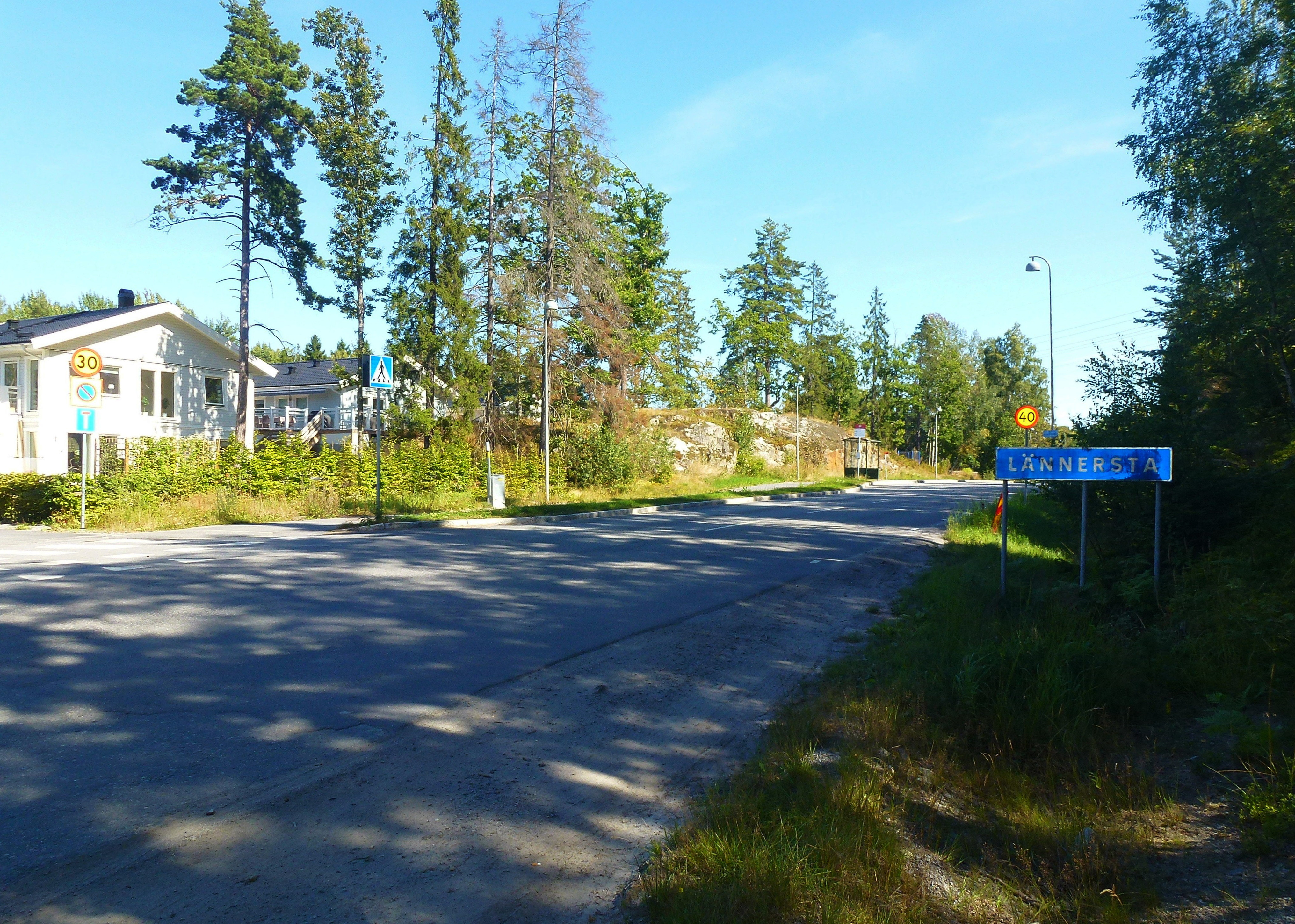
Ortsinfart västerifrån, 2015.

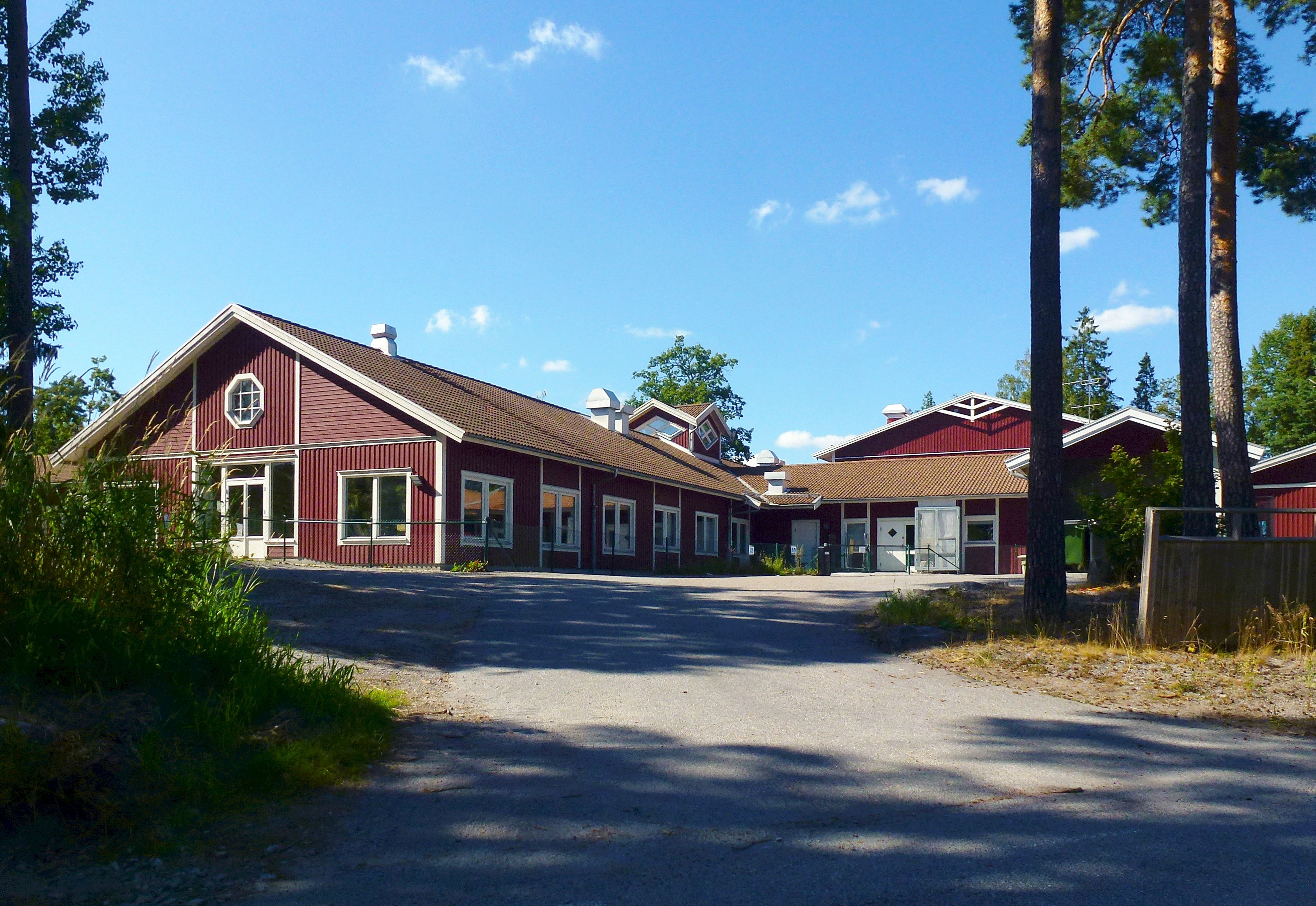
Lännersta skola, 2015.

Namnet Lännersta härrör från  ”Landesta” eller ” Landestow” vilket betyder ”landningsställe” eftersom här låg en av Lännerstasundets gamla  hamnplatser. År 1478 indrogs Lännersta gård till kronan. År 1545 erhöll amiralen Jacob Bagge Lännersta gård samt Boo gård som gåva av kronan för sina förtjänster. Bagge bosatte sig på Boo gård och Lännersta gård, som tidigare var ett torp, blev ladugård till Boo gård. Fram till år 1829 låg Lännersta gård under Boo gård, då gick rörelsen i konkurs och Boo-godset splittrades.

## Exploatering
Under slutet av 1800-talet omfattade Lännersta gård en areal av 600 tunnland och dåvarande ägaren C.F. Wahlberg började stycka Lännersta gårds marker för villatomter. År 1911 beskrivs Lännersta Villastad som ”sällsynt vacker, på en gång både storslagen och leende, terrängen mycket kuperad, villorna ligga fullkomligt isolerade och skilda ifrån varandra, så att den lantliga prägeln bibehålles…” eller ”...vackrare än på Lännersta bor man ingenstädes i Stockholms omgifningar.” Tomtpriserna varierade mellan 5 och 25 öre per kvadratfot beroende på läge och beskaffenhet.
År 1918 bildades AB Lännersta som sålde Lännersta gårds huvudbyggnad till direktör Ernst Sievert, men tomtförsäljningen gick trögt. År 1931 bildades Lännersta Villaägareförening och 1937 var egendomen styckat i 925 tomter. Till en början var medlemskap i villaföreningen obligatoriskt för alla tomtägare och fastighetsägarna lät anlägga vägnätet på egen bekostnad.

## Lännersta idag
Idag är den största delen an Lännersta detaljplanelagd med skyddsbestämmelser för kulturhistoriskt intressant
bebyggelse. Bebyggelsen präglas huvudsakligen av villor från 1930-talet och framåt med några enstaka större sommarvillor från 1800-talets slut och 1900-talets början. Före detta sommarstugeområden har omvandlats till permanent villabebyggelse. Lännersta skola invigdes 1998. Genom området leder Sockenvägen i ost- västlig riktning och Lännerstavägen i nord-sydlig riktning. Vid korsningen Sockenvägen / Lännerstavägen ligger Bagarsjön med badplats.
Bland intressanta byggnader märks Lännersta gård från 1700-talet och Villa Lindängen från 1870-talet som enligt kommunen har en av innerskärgårdens praktfullaste verandor. Johannisberg vid Gammeludden är en herrgårdsvilla i 1920-talsklassicism. Här bodde direktören för Sieverts Kabelverk, Ernst Sievert. Han har en väg i närheten uppkallad efter sig. På Gammeludden ligger även grosshandlare Sanfrid Schnells villa från 1910-talet som är idag platsen för Gammeluddshemmet, ett privat sjuk- och rehabiliteringshem .
Den bofasta befolkningen i Lännersta uppskattas till 4000 personer.

## Bilder
Byggnader

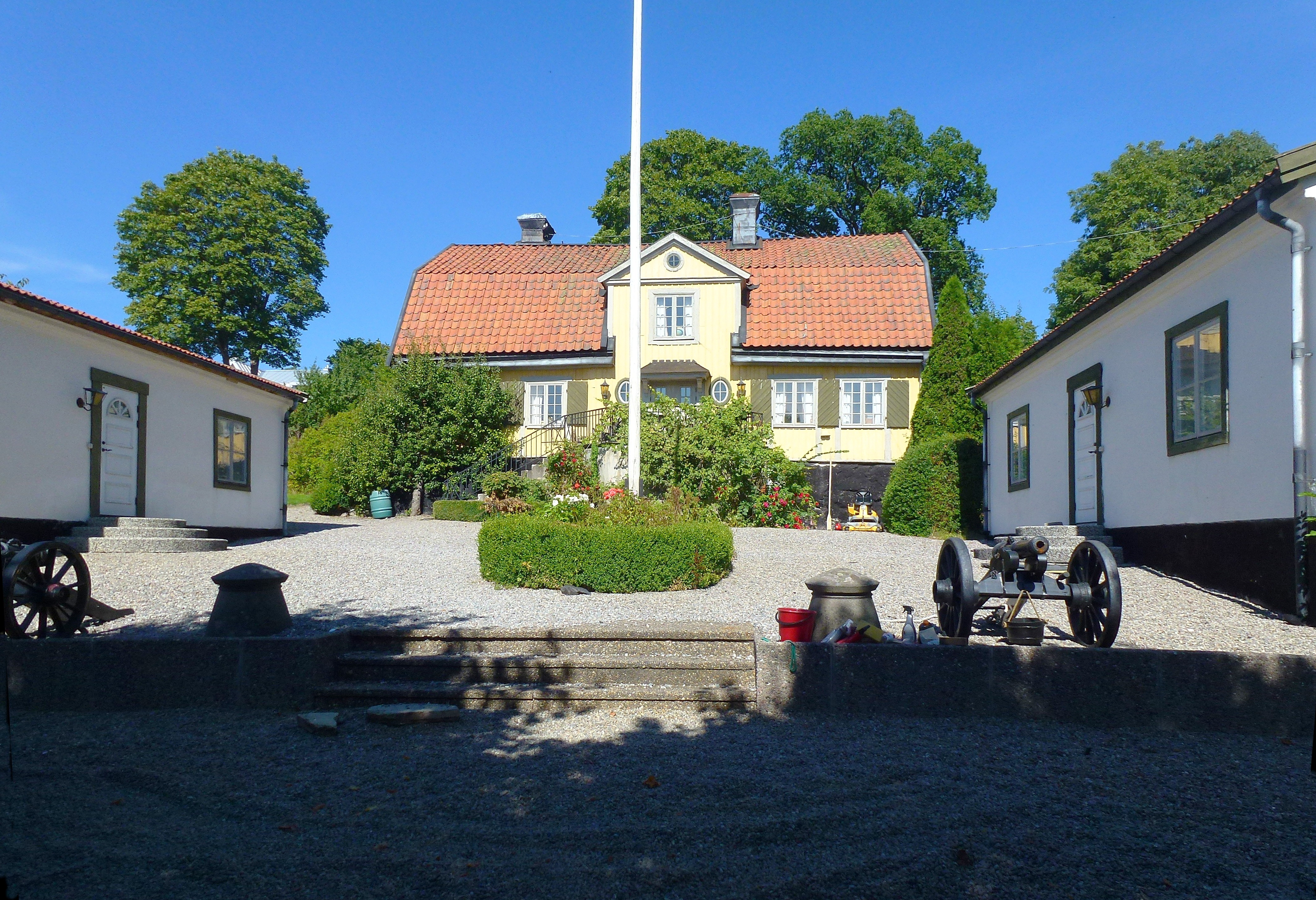
Lännersta gård
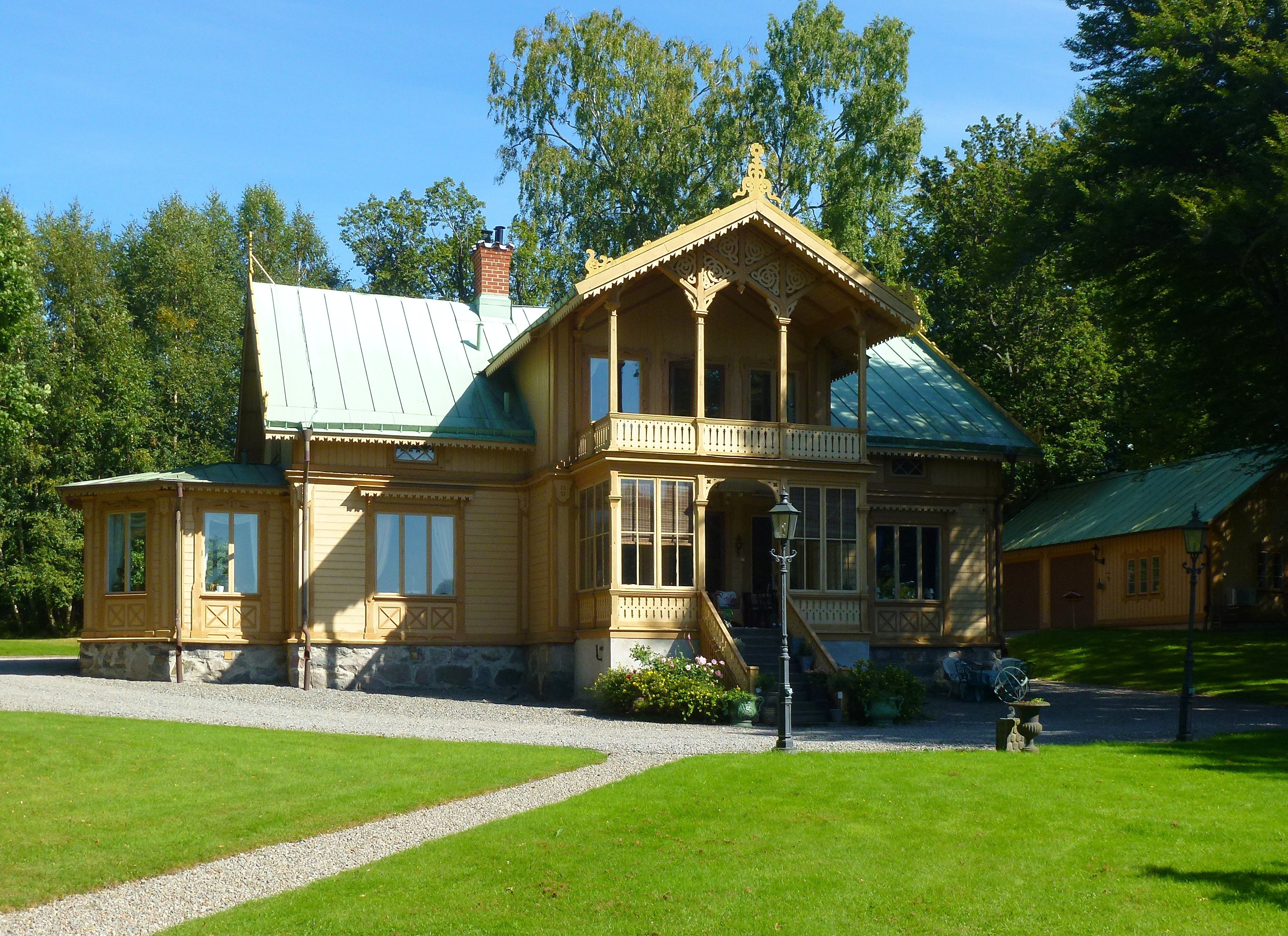
Villa Lindängen
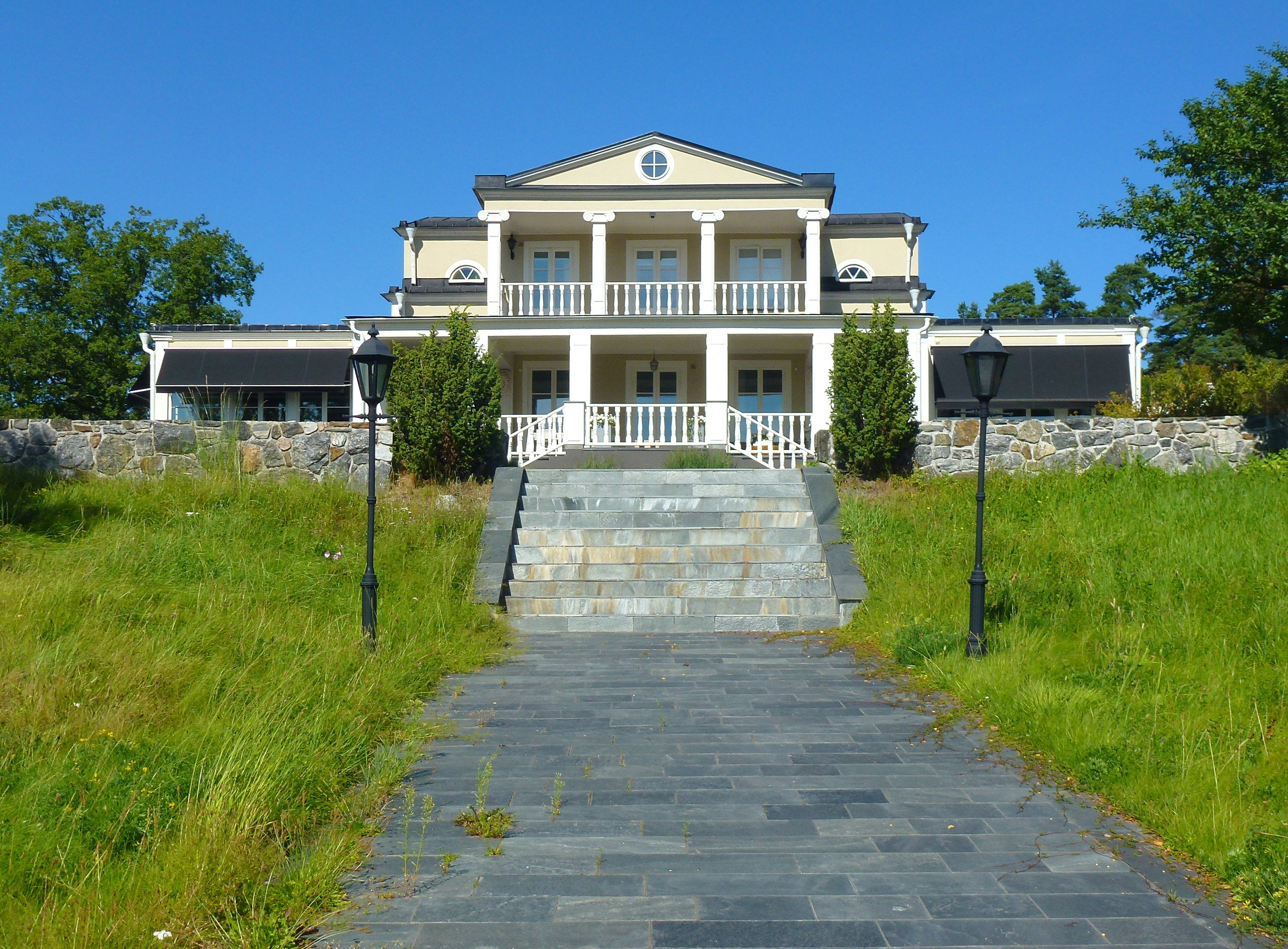
Villa Johannisberg
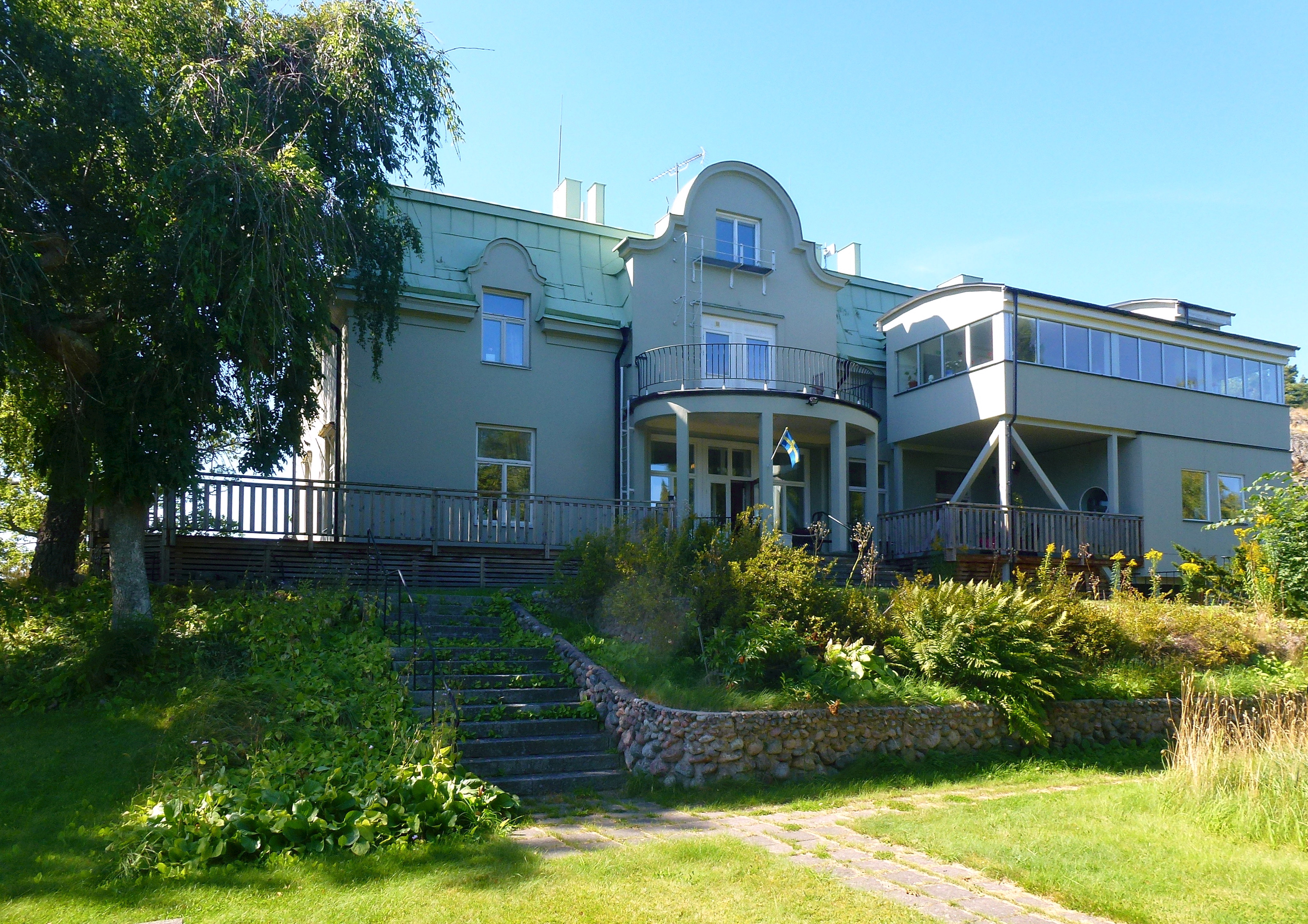
Gammeluddshemmet

Annat

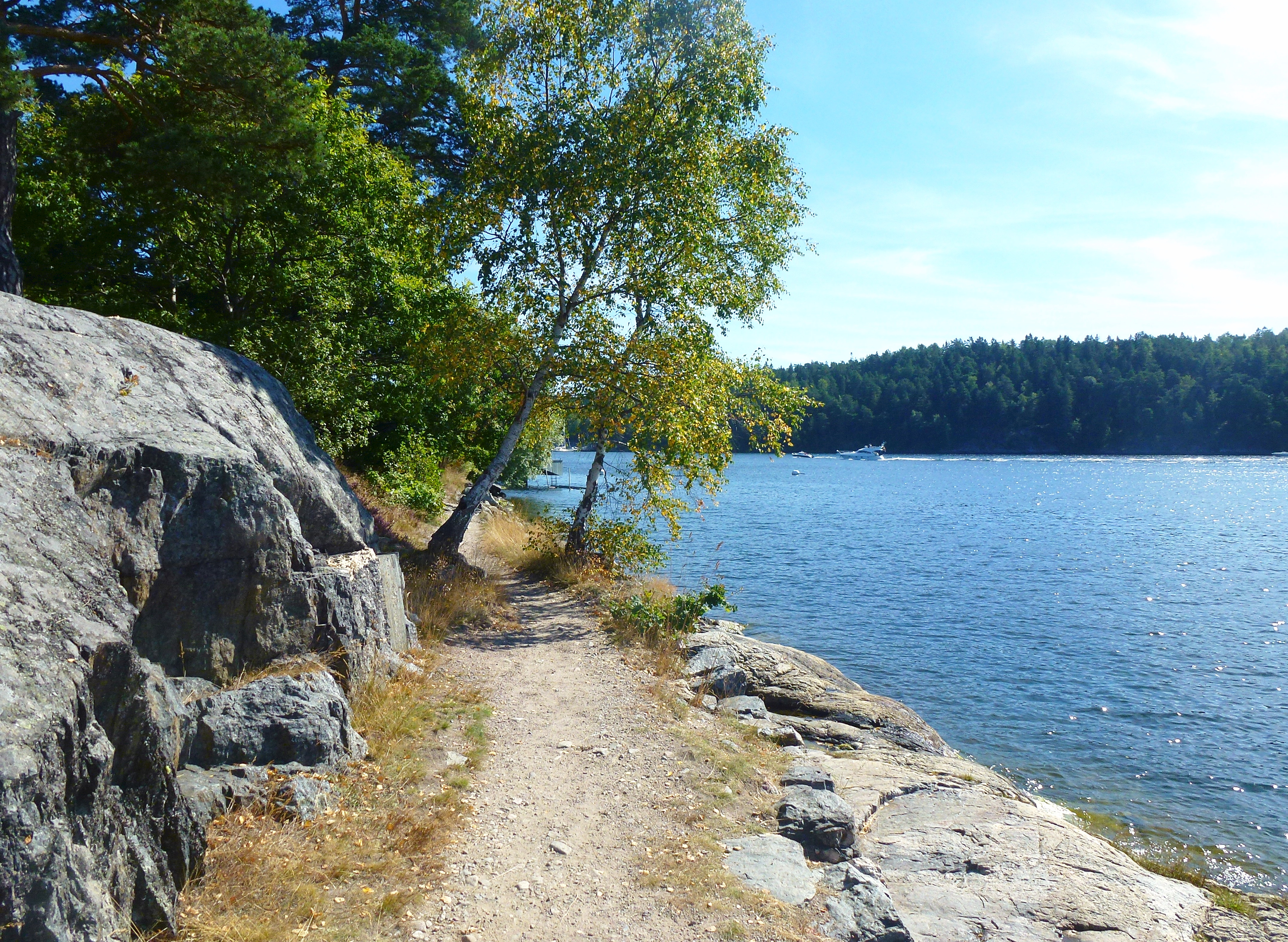
Lännersta strandpromenad
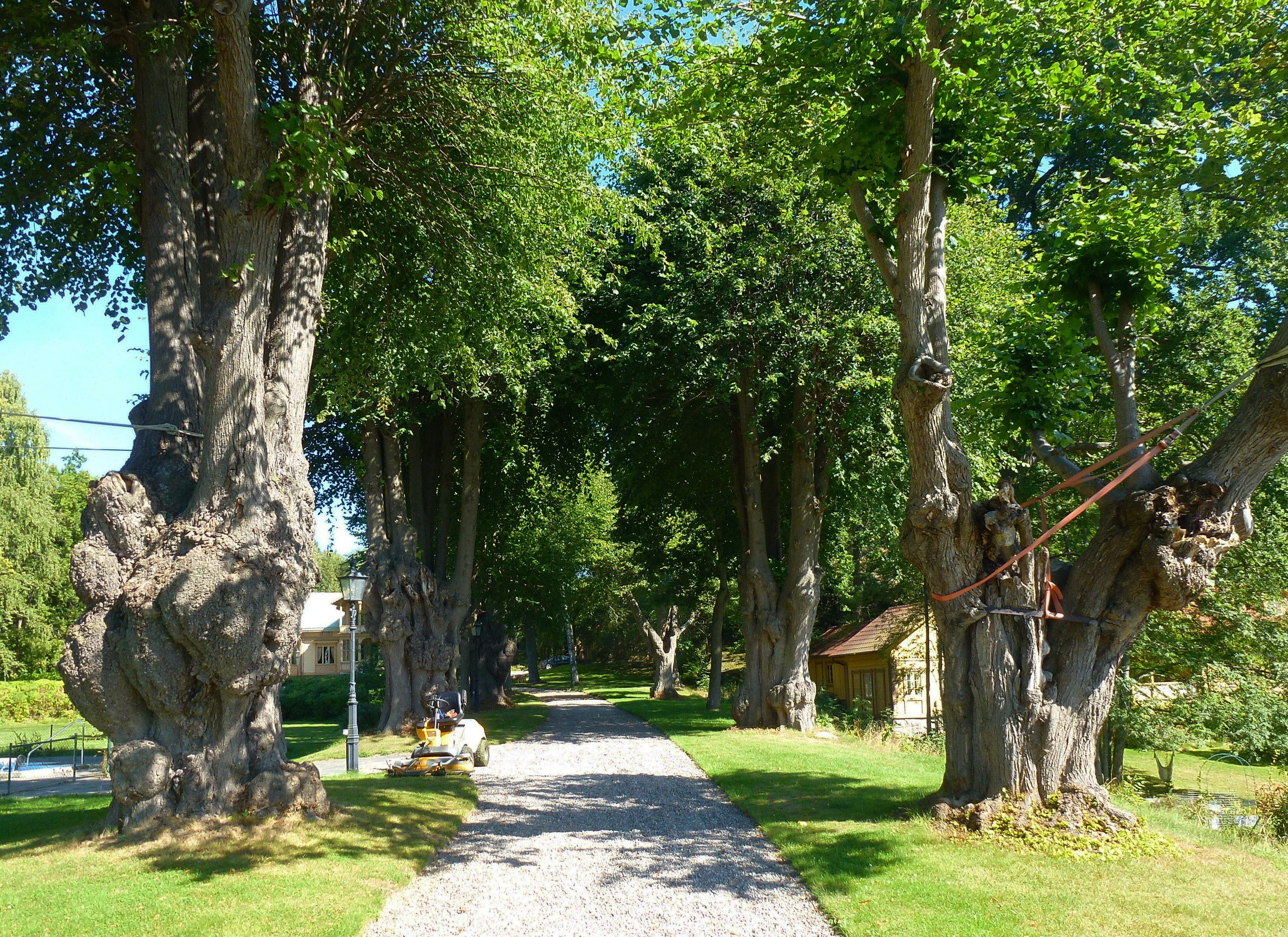
1600-talsallé vid Villa Lindängen
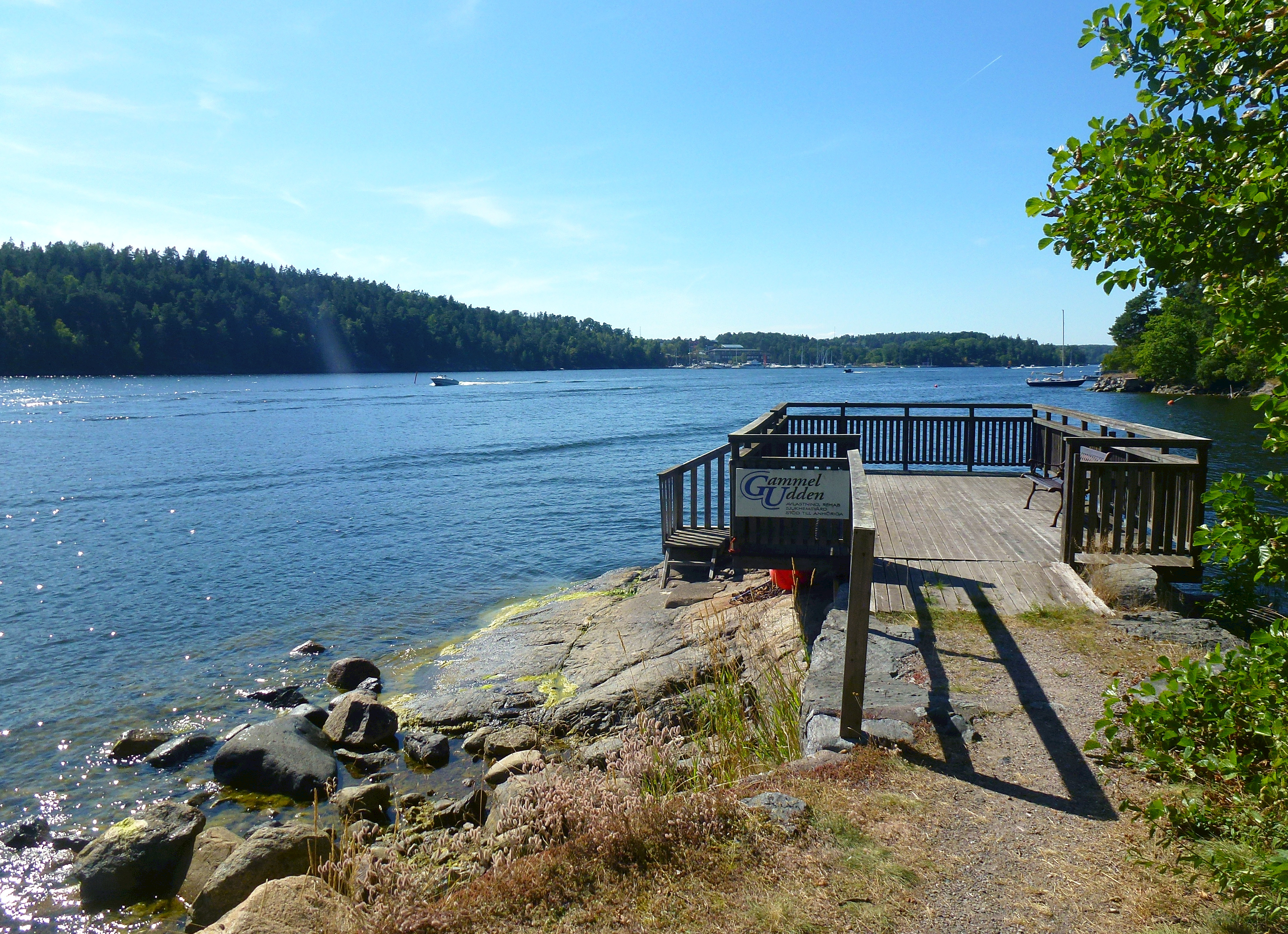
Lännerstasundet
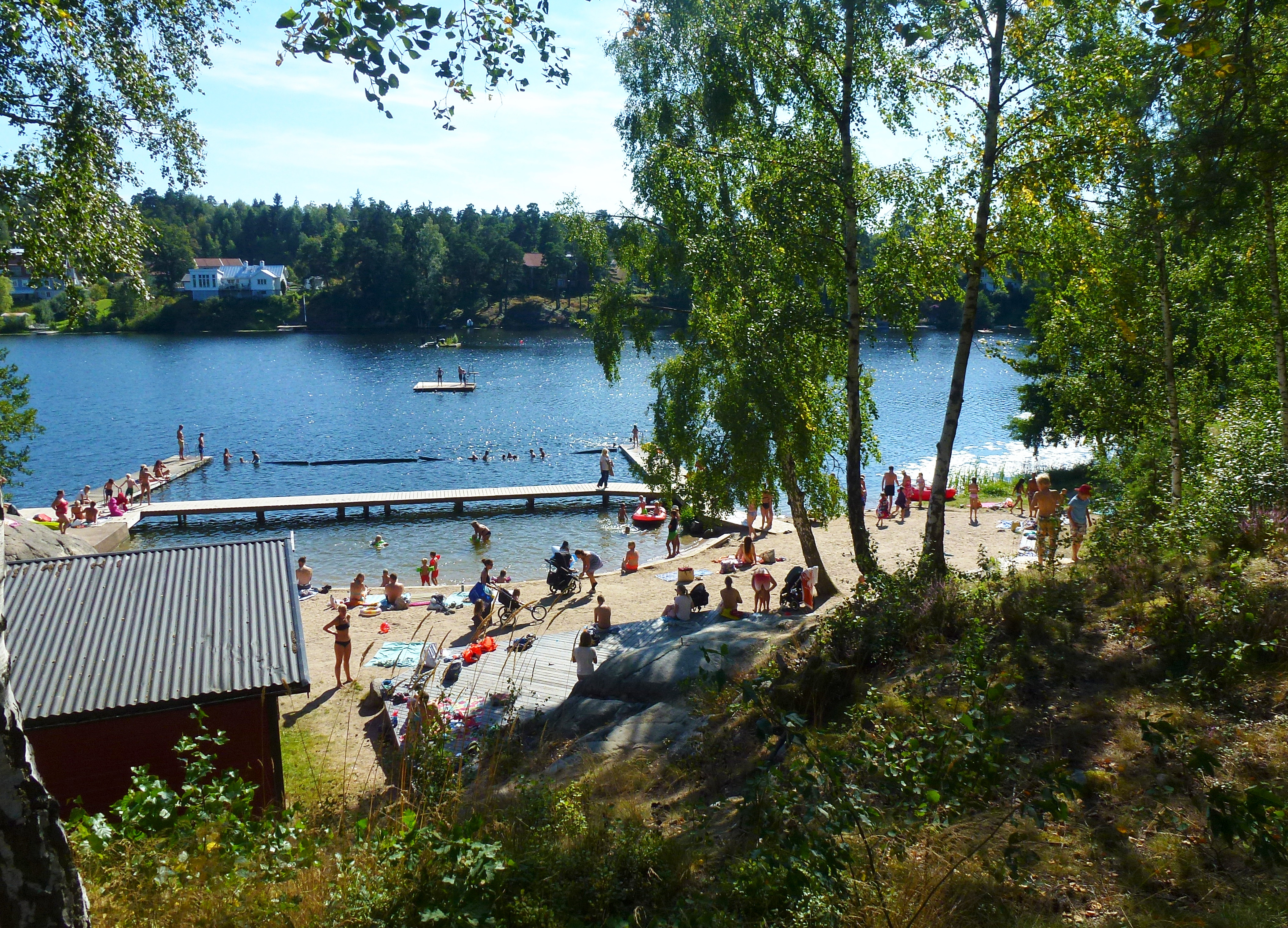
Bagarsjöns badplats